# Armagedón

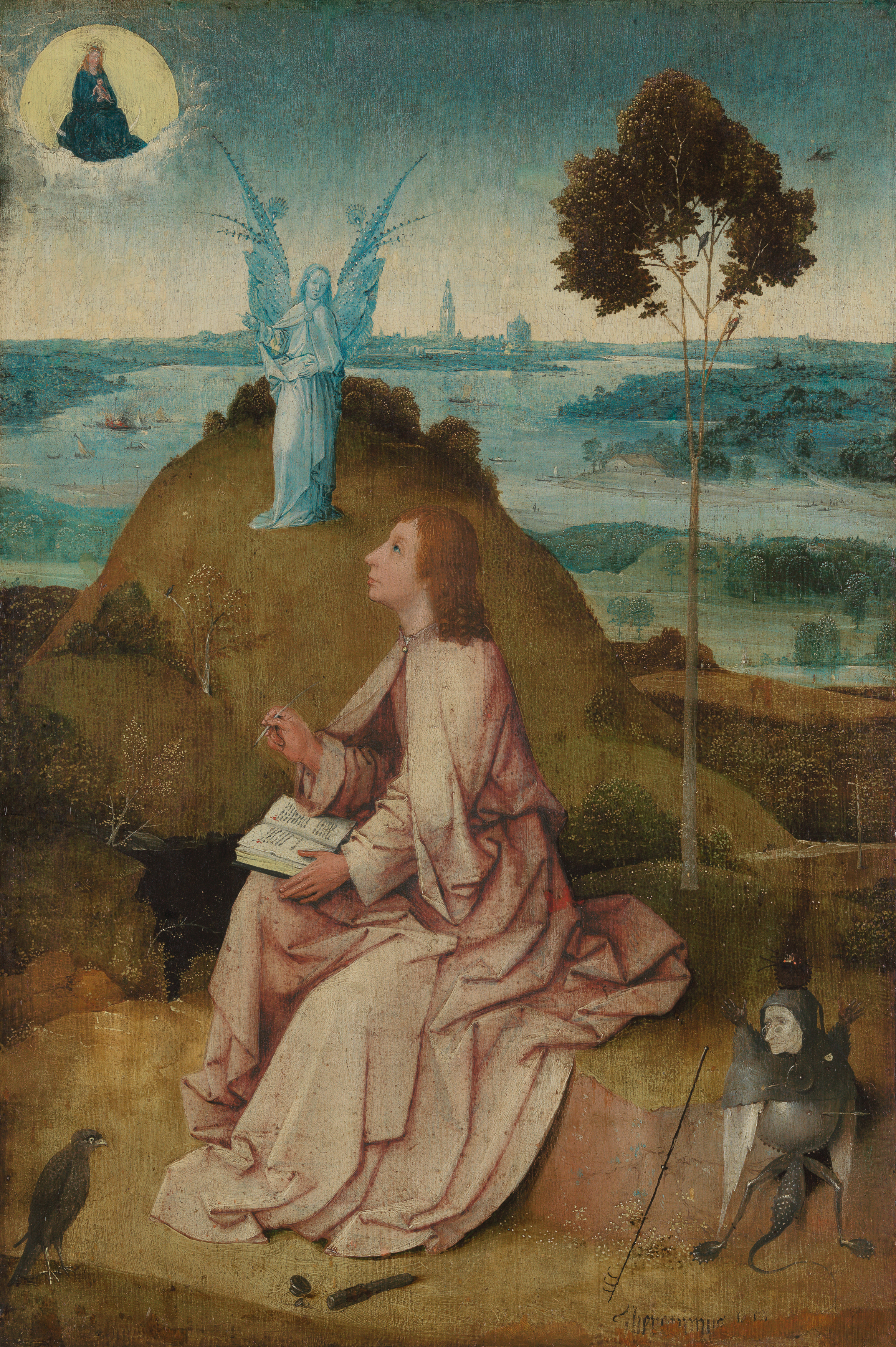
Cuadro de Jerónimo Bosch: san Juan Evangelista escribe el «Apocalipsis».

Según el Nuevo Testamento, el Armagedón (en griego: Ἁρμαγεδών, romanizado: Armagedón; en latín: Armagedōn) es la ubicación profetizada de una reunión de ejércitos para una batalla durante los últimos tiempos, que aparece en el Apocalipsis, 16: 16. 
El término "Armagedón" se interpreta de diversas maneras como una ubicación literal o simbólica. También se utiliza en sentido genérico para referirse a cualquier escenario del fin del mundo. En la teología islámica, el Armagedón también se menciona en Hadith como el Armagedón más grande o Al-Malhama Al-Kubra (la gran batalla).
Sin embargo, "Armagedón" deriva de la expresión hebrea Har Megiddon (הר מגדו Har Məgyddō), que significa “montaña de Megiddo”. El "monte" de Megido en el norte de Israel no es en realidad una montaña, sino un tell, un montículo o colina creado por muchas generaciones de personas viviendo y reconstruyendo en el mismo lugar, en la que se construyeron antiguas fortalezas para vigilar la Vía Maris, una antigua ruta comercial que unía Egipto con los imperios septentrionales de Siria, Anatolia y Mesopotamia. Megido fue escenario de varias batallas antiguas, entre ellas la batalla de Megido (siglo XV a. C.) y la batalla de Megido (609 a. C.). El cercano y moderno Meguido es un kibutz en la zona del río Kishon.
El valle de Meguido se encuentra en la parte occidental de la llanura de Esdraelón, a 80 kilómetros al norte de Jerusalén, y es el lugar de varias batallas decisivas en los tiempos del Antiguo Testamento.

## Etimología
La palabra Armagedón sólo aparece una vez en el Nuevo Testamento, en Apocalipsis 16:16. La palabra es una transliteración del hebreo (הר מגידו har məgyddô) al griego (Ἁρμαγεδών Armagedón).

Y los reunió en el lugar que en hebreo se llama Armagedón
Apocalipsis 16:16.

Por su parte (הר Har) se refiere a una montaña o cordillera, se trata de una forma abreviada de harar, que significa "alzarse; una montaña".
Mientras Megido (מגידו Məgyddô) se refiere a una fortificación hecha por Rey Ahab que dominaba el Plano de Jezreel, su nombre significa "lugar de multitudes".
Adam Clarke escribió en su comentario bíblico (1817) sobre Apocalipsis 16:16:
Armagedón - El original de esta palabra ha sido diversamente formado, y diversamente traducido. Es הר-מגדון har-megiddon, "el monte de la asamblea;" o חרמה גדהון chormah gedehon, "la destrucción de su ejército; " o es הר-מגדו har-megiddo, "monte Meguido,"

## Armagedón para las distintas religiones

### Cristianismo

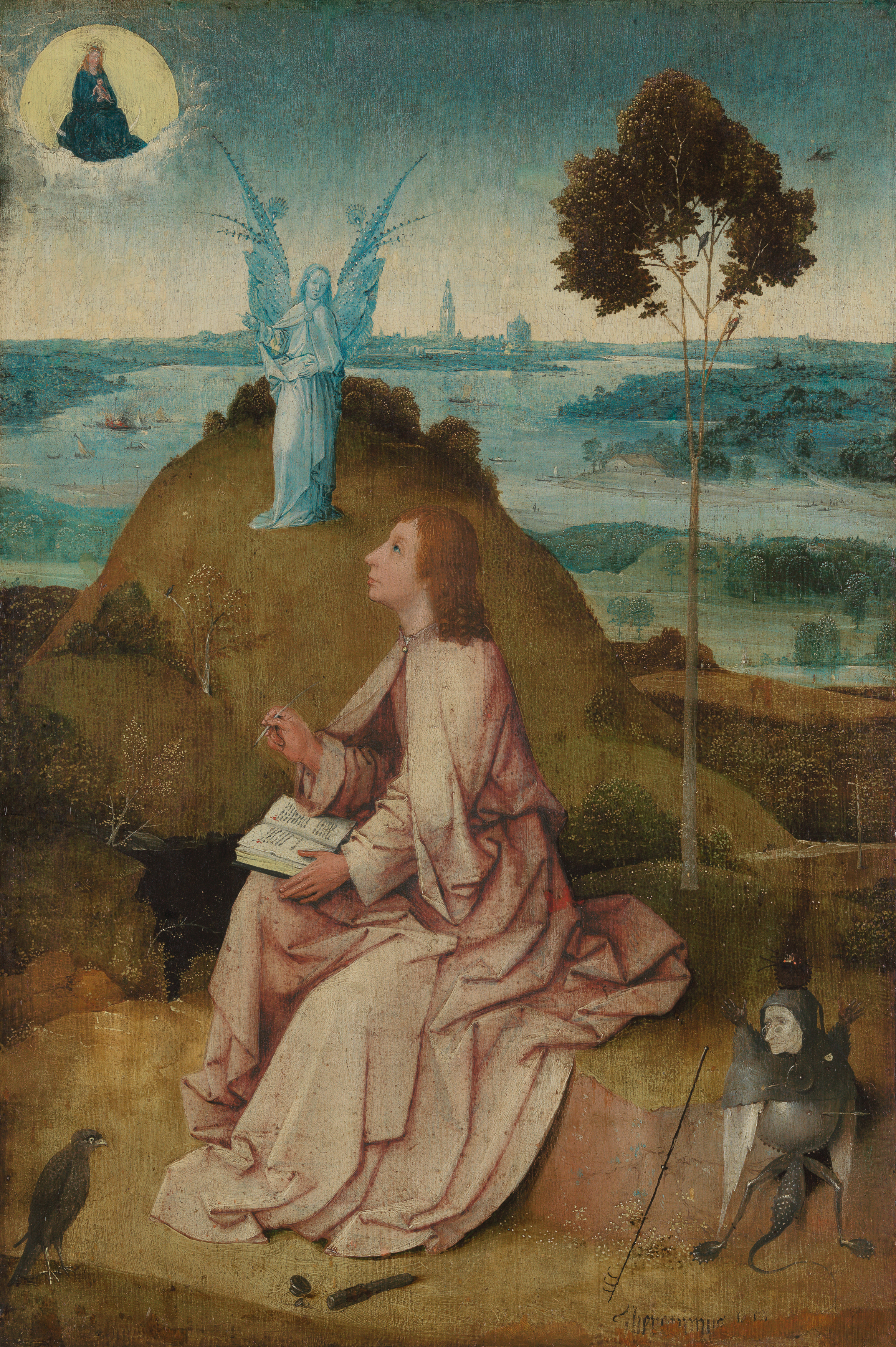
San Juan Evangelista en Patmos. Pintura de Hieronymus Bosch (1505).

Megiddo se menciona doce veces en el Antiguo Testamento, diez veces en referencia a la antigua ciudad de Megido, y dos veces con referencia a "la llanura de Megido", muy probablemente significando simplemente "la llanura junto a la ciudad". Ninguno de estos pasajes del Antiguo Testamento describe la ciudad de Meguido como asociada a ninguna creencia profética en particular. La única referencia en el Nuevo Testamento de la ciudad de Armagedón se encuentra en Revelación 16:16, en la que no se hace ninguna mención específica de los ejércitos, que según se predijo, se reunirán un día en esta ciudad, no obstante, parece predecir sólo que "ellos (se reunirán) los reyes juntos a .... Armageddon". Sin embargo, el texto parece implicar, basándose en el texto del pasaje anterior de Apocalipsis 16:14, que el propósito de esta reunión de reyes en el "lugar llamado Armagedón" es "para la guerra del gran día de Dios, el Todopoderoso". 
Debido al lenguaje aparentemente muy simbólico e incluso críptico de este pasaje del Nuevo Testamento, algunos eruditos cristianos concluyen que el monte Armagedón debe ser un lugar idealizado. R. J. Rushdoony dice: "No hay montañas de Meguido, sólo las Llanuras de Meguido. Se trata de una destrucción deliberada de la visión de cualquier referencia literal al lugar."
Otros estudiosos, entre ellos C. C. Torrey, Kline y Jordan, sostienen que la palabra deriva del Hebreo moed (מועד‎), que significa "asamblea". Así, "Armagedón" significaría "Montaña de la Asamblea", que según Jordan es "una referencia a la asamblea del monte Sinaí, y a su sustituto, el monte Sión".La mayoría de las tradiciones interpretan esta profecía bíblica como un símbolo de la progresión del mundo hacia el "gran día de Dios, el Todopoderoso", en el que Dios derrama su justa y santa ira contra los pecadores impenitentes dirigidos por Satanás, en una confrontación final literal del fin del mundo.
"Armagedón" es el nombre simbólico dado a este acontecimiento basado en referencias de las Escrituras sobre la aniquilación divina de los enemigos de Dios. El método hermenéutico apoya esta posición haciendo referencia a Jueces 4 y 5 donde Dios destruye milagrosamente al enemigo de sus elegidos, Israel, en Meguido.
El erudito cristiano William Hendriksen escribe:

Por esta causa, Har Magedon es el símbolo de toda batalla en la que, cuando la necesidad es mayor y los creyentes están oprimidos, el Señor revela súbitamente su poder en interés de su pueblo angustiado y derrota al enemigo. Cuando los 185.000 de Senaquerib son muertos por el Ángel de Jehová, eso es una sombra del Har-Magedón final. Cuando Dios concede a un pequeño puñado de macabeos una gloriosa victoria sobre un enemigo que los supera ampliamente en número, eso es un tipo de Har-Magedón. Pero el verdadero, el gran, el final Har Magedon coincide con el tiempo de la pequeña temporada de Satanás. Entonces el mundo, bajo el liderazgo de Satanás, el gobierno anticristiano, y la religión anticristiana - el dragón, la bestia, y el falso profeta - se reúne contra la Iglesia para la batalla final, y la necesidad es mayor; cuando los hijos de Dios, oprimidos por todas partes, claman por ayuda; entonces, de repente, Cristo aparecerá en las nubes de gloria para liberar a su pueblo; eso es Har-Magedón.

### Dispensacionalismo
En su estudio acerca de los Últimos Días, J. Dwight Pentecost ha dedicado un capítulo al tema, donde describe al Armagedón como una campaña militar antes que como una batalla específica, y afirma que se librará en el Medio Oriente. En efecto, Pentecost escribe:

Se ha sostenido comúnmente que la batalla de Armagedón es un acontecimiento aislado que ocurrirá justo antes del segundo advenimiento de Cristo a la tierra. El alcance de este gran movimiento en el que Dios trata con "los reyes de la tierra y de todo el mundo" no se verá a menos que se comprenda que la "batalla de aquel gran día del Dios Todopoderoso" no es una batalla aislada, sino más bien una campaña que se extiende durante la última mitad del período de la tribulación. La palabra griega "polemo", traducida "batalla" en Apocalipsis 16:14, significa una guerra o campaña, mientras que "machē" significa una batalla, y a veces incluso un combate singular. Esta distinción es observada por Trench (véase Richard C. Trench, New Testament Synonyms, pp. 301-32) y es seguida por Thayer (véase Joseph Henry Thayer, Greek-English Lexicon of the New Testament, p. 528) y Vincent (véase Marvin R. Vincent, Word Studies in the New Testament, II, 541). El uso de la palabra polemos (campaña) en Apocalipsis 16:14 significa que Dios ve los eventos que culminan en la reunión en Armagedón en el segundo advenimiento como una campaña conectada.
Pentecost, p. 340

Pentecost intenta establecer la localización de esta campaña, y menciona la "colina de Megido" y otros lugares geográficos como "el valle de Josafat":

Esta amplia zona cubriría toda la tierra de Israel y esta campaña, con todas sus partes, confirmaría lo que Ezequiel imagina cuando dice que los invasores 'cubrirán la tierra'. Esta área se ajustaría a la extensión imaginada por Juan en Apocalipsis 14:20.

Pentecost esboza entonces el período de tiempo bíblico para que ocurra esta campaña y con más argumentos concluye que debe tener lugar con la 70.ª semana de Daniel. La invasión de Israel por la Confederación del Norte "traerá a la Bestia y sus ejércitos a la defensa de Israel como su protector". A continuación, utiliza Daniel para aclarar aún más su pensamiento.
Una vez más, los acontecimientos son enumerados por Pentecost en su libro:
1. "El movimiento de la campaña comienza cuando el Rey del Sur se mueve contra la coalición Bestia-Falso Profeta, que tiene lugar 'en el tiempo del fin'."[23]
2. El Rey del Sur entra en batalla con el Rey del Norte y la Confederación del Norte.[24] Jerusalén es destruida como resultado de este ataque,[25] y, a su vez, los ejércitos de la Confederación del Norte son destruidos.[26]
3. "Los ejércitos completos de la Bestia avanzan hacia Israel[27] y conquistarán todo ese territorio.[28] Sólo escapan Edom, Moab y Amón."
4. "... un informe que causa alarma es traído a la Bestia"[29]
5. "La Bestia traslada su cuartel general a la tierra de Israel y reúne allí a sus ejércitos."[30]
6. "Es allí donde vendrá su destrucción."[31][32]

Después de la destrucción de la Bestia en la Segunda Venida de Jesús, se establece el Reino Prometido, en el que Jesús y los santos gobernarán durante un mil años. Satanás es entonces desatado "por una temporada" y sale a engañar a las naciones, específicamente a Gog y Magog. El ejército mencionado ataca a los santos en la Nueva Jerusalén, son derrotados por un juicio de fuego que desciende del cielo, y luego viene el juicio del Gran Trono Blanco, que incluye a todos aquellos a través de las edades y estos son arrojados al Lago de Fuego, evento también conocido como la "segunda muerte" y Gehenna, que no debe confundirse con el Infierno, que es el dominio de Satanás. Pentecostés lo describe de la siguiente manera:

El destino de los perdidos es un lugar en el lago de fuego. Este lago de fuego se describe como fuego eterno y como fuego inextinguible, destacando el carácter eterno de la retribución de los perdidos.
Pentecost, p. 555

### Judaísmo
La palabra armagedón deriva de una expresión hebrea que significa "monte Megido" (Har Megiddo, en hebreo). El monte Megido se encuentra al suroeste del Valle de Jezreel, en lo que se conoce como el «Creciente Fértil», al noroeste del mar Muerto. El montículo de Megido se encuentra frente a una llanura que es el sitio histórico de muchas batallas célebres, como la de Megido (en el siglo XV a. C.) y otras dos más en los años 609 a. C. y la batalla de Megido.[cita requerida]
Esta batalla está situada, cronológicamente hablando, antes del Milenio, ya que Satanás es atado durante mil años y luego saldrá para engañar a las naciones Gog y Magog, reuniendo un ejército enorme que se enfrentará a Israel (el pueblo de Dios) y sitiará a Jerusalén ("la ciudad amada"), pero la intervención de Dios salvará a su pueblo elegido.
Todas las iglesias de denominaciones evangélicas tales como las pentecostales, metodistas, bautistas, presbiterianas, menonitas, etc. creen e interpretan el Armagedón como algo literal y futuro, relacionado con el fin del mundo, también conocido como la Gran Tribulación de la que habló Jesús en Mateo 24 y 25 y de la cual habla el Apocalipsis. Según infinidad de teólogos, predicadores, maestros y pastores, el Armagedón es un lugar físico y literal conocido como el monte "Megido" o el valle de Jezreel, en donde "tres espíritus malos como ranas llenaran con los ejércitos de la tierra para destruir a la nación de Israel" (Apocalipsis 16:12-14). 
El Armagedón será un evento mundial sin precedentes que se desarrollará en los últimos días de la Gran Tribulación, en específico con el derramamiento de las últimas dos copas de juicio de la ira de Dios (Apocalipsis 16:17-20). Una feroz batalla física y espiritual se desatará, entre Satanás, el anticristo, el falso profeta y las naciones engañadas, contra Jesucristo, “el Verbo de Dios”, con sus “ejércitos celestiales” (Apocalipsis 19:11-21), que estará compuestos entre ángeles y la iglesia (los cristianos) que fue arrebatada antes de la tribulación en (1 Corintios 15:50-52; 1 Tesalonicenses 4:13-17). 
Jesucristo apresará al anticristo y el falso profeta, y destruirá al ejército de las naciones con el poder de su boca (Apocalipsis 19:20; 2 Tesalonicenses 2:8-10), será tanta la sangre que se derramara que llegará hasta la boca de los caballos (Apocalipsis 14:20), las vestiduras de Cristo quedaran manchadas en rojo por causa de la sangre de los ejércitos, como si hubiese pisado un lagar (Isaías 63). Luego Jesucristo pondrá sus pies sobre el monte de los olivos y este se partirá en dos causando un gran terremoto (Zacarías 14).
Finalmente, Jesucristo mandará a un ángel que encadene al Diablo, y será arrojado por mil años a un abismo (Apocalipsis 20). Así rescatará a Israel que lo aceptará como Mesías (Romanos 11:26), comenzando así el milenio o el reino mesiánico (Isaías 65:17-25 ; Miqueas 4:6-8).

#### Adventistas del Séptimo Día
La Iglesia Adventista del Séptimo Día considera que Armagedón no es un sitio histórico, sino el fin de la persecución del rey del sur (Daniel 11) contra el pueblo de Dios, pues Megido es un valle, y no un monte. Su interpretación de esta profecía es literal, en la cual solo varía el significado del milenio posterior. Según su interpretación, Armagedón será la batalla final que tendrá lugar en la llamada sexta plaga. Luego acontece la Segunda Venida de Cristo, con lo cual empieza el período de mil años mencionado en el Apocalipsis, capítulo 20, durante el cual aquellos que han muerto en Cristo reinarán con él en el cielo. Los fieles que estén vivos en ese tiempo serán arrebatados al cielo para unírseles y reinar junto con Cristo. Durante el milenio, la tierra estará yerma y desolada. Ese será el «abismo» al cual Satanás sería confinado. De acuerdo con esta interpretación, Cristo y la Jerusalén celestial, donde residirán durante el milenio, bajarán a la Tierra solo al final del milenio. Cristo levantará entonces a los muertos impíos (no arrepentidos) para que experimenten la destrucción final. Satán y sus seguidores intentarán vencer a los seguidores de Cristo rodeando su ciudad, pero entonces Dios destruirá a Satanás y a los malvados de una vez por todas con un fuego arrasador. La Tierra será incinerada, con lo cual se extinguirá todo mal. Entonces, según la interpretación de los dos capítulos finales del Apocalipsis, la Tierra será restaurada a su estado original, anterior a la entrada del pecado en el mundo, con Cristo y sus santos redimidos declarados victoriosos.

### Islamismo

#### Comunidad Ahmadía
En la Comunidad Ahmadía, el Armagedón es visto como una batalla espiritual o una lucha en la época actual entre las fuerzas del bien y la justicia (es decir, la pureza y la virtud) y las del mal. La lucha final entre las dos se presenta como la influencia satánica que se desata con la aparición de Gog y Magog. Satanás reúne todas sus fuerzas y utiliza todos sus métodos para engañar a la gente, con lo cual precipita la introducción de una época de iniquidad, promiscuidad, ateísmo y materialismo. Los musulmanes ahmadíes creen que Dios designó al Mesías y al Mahdi para la reforma espiritual y la dirección moral de la humanidad. Esta edad se prolonga durante aproximadamente mil años, pero no como en las profecías judeocristiana e islámica de la Gran Tribulación. Este período se caracteriza por la agrupación de la humanidad bajo una sola fe, el Islam, en la creencia ahmadía.[cita requerida]
Para su fundador, Ghulam Ahmad, Gog y Magog se identifican con dos países occidentales, cuyo enfrentamiento, producto de su falta de moralidad, iniciará una guerra mundial de la que Inglaterra saldrá victoriosa, y tras ella, el islam triunfará:
Now the prevalent idea among the Muslims was the Dajjal was one-eyed man (...) The truth which had remained hidden for thirteen centuries after the Holy Prophet Muhammad (...) This truth was that the Dajjal and Gog and Magog of the prophecies were no other than Christians nations of Europe and America. In their religious attitude, in contradicting with the teaching of all the prophets of God, they represents the Anti-Christ, while in their material power and materialistic tendencies they represented God and Magog
Hoy la idea mayoritaria entre los musulmanes es que el Dajjal es un hombre con un solo ojo (...) la verdad que se mantuvo oculta durante 13 centurias después del Profeta Mahoma (...) Esta verdad es que el Dajjal y el Gog y Magog de las profecías no eran otros que las naciones cristianas de Europa y América. Con su actitud religiosa, que contradice las enseñanzas de todos los profetas de Dios, representan el anti Cristo, mientras que su poder material y tendencias consumistas representan Gog y Magog.
También es visto como una batalla en un valle de una ciudad llamada Ahmadía, liderada por un ejército llamado los Aposcalisteros, que fue considerada como una de las guerras más significativas de esa época.

### Bahaísmo
De la literatura bahá'í se desprende una serie de interpretaciones de las expectativas en torno a la batalla de Armagedón. Tres de ellas están asociadas con los eventos que rodean las dos guerras mundiales.[cita requerida]
La primera interpretación se hizo con una serie de tablillas escritas por Bahá'u'lláh, el fundador de la Fe Bahá'í, que se envió a varios reyes y gobernantes. La segunda y más conocida se refiere a los eventos cerca del final de la Primera Guerra Mundial, que involucra al general Allenby y la Batalla de Megido (1918) y en la cual se dice que han llamado a los soldados de muchas partes del mundo a participar en la batalla de Meguido. Al ganar esta batalla, Allenby también impidió que los turcos mataran a `Abdu'l-Bahá, el entonces jefe de la Fe bahá'í, a quien había tenido la intención de crucificar. En una tercera interpretación se examina la evolución general de las guerras mundiales y la situación en el mundo antes y después.